# Соскин, Марат Самуилович
Мара́т Самуи́лович Соскин (8 апреля 1929, Киев — 29 февраля 2020, Киев) — учёный в области оптики и лазерной физики. Доктор физико-математических наук (1969), профессор (1972). Член-корреспондент Национальной академии наук Украины (1988). Лауреат Государственной премии УССР (1974), Государственной премии СССР в области науки и техники (1982), премий имени К. Д. Синельникова (1992) и А. Ф. Прихотько (2000). Один из основателей нового направления в оптике под названием «сингулярная оптика».

## Биография
Марат Соскин родился в Киеве 8 апреля 1929 года. В 1952 году окончил Киевский университет. 
С 1959 года начал работать в Институте физики НАН Украины. В 1961 году защитил кандидатскую диссертацию и стал заведующим Отделом оптической квантовой электроники в Институте физики. С 1964 года работал старшим научным сотрудником. В 1969 году защитил докторскую диссертацию по специальности физика твердого тела.
27 сентября 1972 года получил учёное звание профессора. С 15 января 1988 года был избран членом-корреспондентом НАН Украины от отдела физики и астрономии по специальности физика твердого тела.

## Избранные патенты
- Способ определения энергетического положения уровней дефектных и примесных центров в полупроводниковых и диэлектрических материалах
- Способ преобразования когерентных световых пучков
- Материал для записи голограмм
- Устройство для контроля печатных плат
- Селектор излучения
- Способ записи голографической решетки

## Награды
- Государственная премия УССР в области науки и техники (1974)[6]
- Государственная премия СССР (1982)[6]
- Премия НАН Украины им. А. Ф. Прихотько (2000)[6]
- Премия НАН Украины им. К. Д. Синельникова (1992)[6]
- Международная премия имени Галилео Галилея (2009)[6]
- Медаль им. академика Ю. Денисюка оптического общества им. Д. Рождественского (2009)[6]
- Заслуженный деятель науки и техники Украины (2009)[6]
- Международная премия им. академика Ф. Федорова Национальной академии наук Беларуси (2011)[6]
- Почётная грамота Верховной Рады Украины (2019)[7]

## Избранные публикации
1. Лазеры на динамических решетках. С. Г. Одулов, М. С. Соскин, А. И. Хижняк. Букинистическое издание (1990).
2. Топологическая динамика оптических сингулярностей в спекл-полях, индуцированных фоторефрактивным рассеянием в кристалле LiNbO3: Fe. В. И. Васильев, М. С. Соскин. Квант. электрон., 43:2 (2013), 125—129.
3. Кластерная самоорганизация нанотрубок в нематике: перколяционное поведение и возникновение оптических сингулярностей. В. В. Поневчинский, А. И. Гончарук, В. И. Васильев, Н. И. Лебовка, М. С. Соскин. — Письма в ЖЭТФ, 91:5 (2010), 259—262.
4. Поляризационные сингулярности в частично когерентных комбинированных пучках. К. В. Фельде, А. А. Чернышов, Г. В. Богатырёва, П. В. Полянский, М. С. Соскин. — Письма в ЖЭТФ, 88:7 (2008), 490—494.
5. Топологические сценарии рождения и аннигиляции поляризационных сингулярностей в нестационарных оптических полях. В. И. Васильев, М. С. Соскин. — Письма в ЖЭТФ, 87:2 (2008), 90-93.
6. Оптические диаболы в сингулярных лазерных пучках. В. И. Васильев, В. Г. Денисенко, Р. И. Егоров, В. В. Слюсар, М. С. Соскин. — Квант. электрон., 38:3 (2008), 239—244.
7. Пространственная зависимость частотного спектра вращающегося оптического пучка. М. В. Васнецов, В. А. Пасько, М. С. Соскин. — Письма в ЖЭТФ, 81:11 (2005), 699—702.
8. Топологический отклик неоднородных эллиптически поляризованных световых полей на управляемые анизотропные возмущения. Р. И. Егоров, В. Г. Денисенко, М. С. Соскин. — Письма в ЖЭТФ, 81:8 (2005), 464—467.
9. Измерение морфологических форм поляризационных сингулярностей и их статистических весов в оптических векторных полях. В. Г. Денисенко, Р. И. Егоров, М. С. Соскин. — Письма в ЖЭТФ, 80:1 (2004), 21-24.
10. Сепаратор мод для пучка с внеосевым оптическим вихрем. М. В. Васнецов, В. В. Слюсар, М. С. Соскин. — Квант. электрон., 31:5 (2001), 464—466.
11. Усиление контраста маломощных оптических сигналов при нелинейном поглощении в средах на основе бактериородопсина. Е. Я. Корчемская, М. С. Соскин, В. Б. Тараненко. — Квант. электрон., 17:4 (1990), 448—449.
12. Абсорбционная оптическая бистабильность в интерферометре со светоиндуцированной релаксацией нелинейности. В. Ю. Баженов, М. С. Соскин. — Квант. электрон., 17:3 (1990), 380—381.
13. Петлевой генератор на фоторефрактивном кристалле с линейными аберрациями резонатора. А. П. Мазур, С. Г. Одулов, М. С. Соскин. — Квант. электрон., 17:3 (1990), 373—378.
14. Кинетика генерации лазера на парах меди с нелинейным зеркалом на фоторефрактивном кристалле. В. Ю. Баженов, С. Ф. Люксютов, С. Г. Одулов, М. С. Соскин. — Квант. электрон., 16:9 (1989), 1843—1846.
15. Петлевой генератор с голографическим усилителем. В. Ю. Баженов, С. Ф. Люксютов, С. Г. Одулов, М. С. Соскин. — Квант. электрон., 16:7 (1989), 1412—1415.
16. Беззеркальная четырёхволновая параметрическая генерация в кристаллах GdTe. С. Г. Одулов, С. С. Слюсаренко, М. С. Соскин, А. И. Хижняк. — Квант. электрон., 15:8 (1988), 1564—1569.
17. Пространственно-поляризационное ОВФ при четырёхволновом смешении в плёнках биохром. Е. Я. Корчемская, М. С. Соскин, В. Б. Тараненко. — Квант. электрон., 14:4 (1987), 714—721.
18. Голографический селектор-телескоп скользящей дифракции. М. В. Васнецов, И. Г. Соколова, М. С. Соскин, В. Б. Тараненко. — Квант. электрон., 14:3 (1987), 597—602.
19. Пространственный гистерезис и волны переключения в нелинейном планарном волноводе. В. Ю. Баженов, М. С. Соскин, В. Б. Тараненко. — Квант. электрон., 13:11 (1986), 2325—2328.
20. Пороговые условия генерации на сдвиговых и несдвиговых динамических решетках. А. Д. Новиков, С. Г. Одулов, С. С. Слюсаренко, М. С. Соскин. — Квант. электрон., 13:4 (1986), 874—877.
21. Фазово-поляризационные характеристики излучения, отражённого от планарного волновода. В. Ю. Баженов, М. С. Соскин, В. Б. Тараненко. — Квант. электрон., 13:2 (1986), 245—247.
22. Стохастичность и регулярные пульсации в лазере с модуляцией добротности. М. В. Васнецов, И. И. Пешко, М. С. Соскин. — Квант. электрон., 12:3 (1985), 614—616.
23. Энергетические характеристики лазера с обращающим зеркалом на вырожденном четырёхволновом взаимодействии в среде с локальным откликом. С. Г. Одулов, С. С. Слюсаренко, М. С. Соскин. — Квант. электрон., 11:10 (1984), 2059—2068.
24. Лазер на динамических решетках свободных носителей в полупроводнике. С. Г. Одулов, С. С. Слюсаренко, М. С. Соскин. — Квант. электрон., 11:5 (1984), 869—870.
25. О селективных свойствах малоапертурных резонаторов с угловой дисперсией. С. П. Анохов, Т. Я. Марусий, М. С. Соскин. — Квант. электрон., 10:11 (1983), 2304—2310.
26. Генерация цуга ультракоротких импульсов с регулируемыми параметрами. И. И. Пешко, М. С. Соскин, А. И. Хижняк. — Квант. электрон., 9:12 (1982), 2391—2398.
27. Эффективные перестраиваемые лазеры на основе кристаллов LiF:F−2. Т. Т. Басиев, Ю. К. Воронько, С. Б. Миров, В. В. Осико, A. М. Прохоров, М. С. Соскин, В. Б. Тараненко. — Квант. электрон., 9:8 (1982), 1741—1743.